# Дама (карта)
Вижте пояснителната страница за други значения на Дама.
Дама е карта за игра с изображение на млада жена на нея, в повечето случаи царица.
В някои игри числовата ѝ стойност е между тази на валето и попа. В блекджек обаче и трите са равни – по 10 точки. Според легендата дама купа представлява Елизабет Йоркска, съпруга на Хенри VII.
Във Франция традиционно всяка една от картите представя определена историческа или митологична фигура.
На различни езици наименованието и символът са различни.
- Русия – „Д“ (на руски: Дама)
- САЩ – „Q“ (на английски: Queen).
- Франция – „D“ (на френски: Dame)
- Германия – „D“ (на немски: Dame)